# Hirnsdorf
Hirnsdorf est une ancienne commune autrichienne du district de Weiz en Styrie.
Elle est aujourd'hui incorporée à la municipalité de Feistritztal.